# Кляйн, Ева
Ева Кляйн (венг. Eva Klein; 22 января 1925, Будапешт — 19 января 2025, Стокгольм) — венгерско-шведский учёный-иммунолог, известная как одна из первооткрывательниц естественных клеток-киллеров в 1960-х годах.

## Биография

### Ранние годы
Ева Фишер родилась 22 января 1925 года в венгерской столице — Будапеште — в зажиточной еврейской семье. Она посещала частную школу, в которой проявляла интерес к спорту, театру и науке; её вдохновляла жизнь и творчеством Марии Кюри. Выбор профессии был существенно ограничен для девочки с еврейскими корнями в тогдашней политической ситуации в стране: в Венгрии в те годы обострился антисемитизм и преследование евреев; и в итоге государство было оккупировано Третьим Рейхом почти сразу после того, как Фишер окончила среднюю школу.
Ева Фишер училась в медицинской школе при Будапештском университете; во время Второй мировой войны, в 1944—1945 годах, ей и нескольким членам её семьи удалось выжить, скрываясь в Институте гистологии университета. Им помог будущий «праведник народов мира» Янош Ширмай, который, помимо прочего, подделал для семьи документы. В один момент Фишер отказалась от своих медицинских исследований, чтобы поступить в театр — но вскоре вернулась к медицине.
Ева вышла замуж за другого студента-медика — Джорджа Кляйна — оставив Венгрию и перебравшись в Швеции в 1947 году. В 1955 году она закончила медицинский факультет в стокгольмском Каролинском институте. Кроме того, Кляйн позже были присуждены почетные учёные степени от Университета Небраски (1993 год) и Университета штата Огайо (2003).

### Карьера исследователя
В 1948 году Кляйн стала доцентом в Каролинском институте, достигнув звания полного профессора в 1979 году. С 1948 же года она начала собственные исследования, поощряемая Торбьёрном Касперссоном из отдела исследований и генетики клетки Каролинского института. На протяжении всей своей карьеры Кляйн тесно сотрудничала со своим мужем на профессиональном поприще. За время своей работы Ева Кляйн опубликовала более 500 статей, а также работала редактором научного журнала «Seminars in Cancer Biology».

### Поздние годы
После выхода на пенсию Кляйн продолжала по мере сил поддерживать своих студентов и даже продолжила ряд своих исследований профессора-эмерита с собственной небольшой исследовательской группой. Другим её интересом был перевод венгерской поэзии на шведский язык. В ноябре 2015 года, в интервью шведскому радио, она заявила, что работа поддерживает в ней силы на 90-м году жизни.
Умерла 19 января 2025 года, за 3 дня до своего 100-летия.

## Семья
В семье Евы и Джорджа Кляйн было трое детей: старший сын стал математиком, а две дочери стали врачом и драматургом. Сама Ева Кляйн защитила кандидатскую диссертацию, будучи на восьмом месяце беременности вторым ребенком. Она утверждала, что её муж никогда не уделял время домашнему хозяйству или заботе о детях.

## Основные достижения и отличия
Семья Кляйн, совместно и по отдельности, провела широкомасштабную и новаторскую для своего времени работу в области иммунологии рака, ответив на ряд вопросов о том, как злокачественное поведение раковых клеток может быть подавлено генами из клеток нормальных.
В 1960-е годы Ева Кляйн разработала клеточные линии из лимфомы Беркитта, которые продолжают использоваться и сегодня. В 1970-х годах группы Кляйн исследовали, существует ли взаимодействие между лимфоцитами и противоопухолевой реакцией. При этом, Ева исследовала область, которой другие исследователи не придавали особого значения. В итоге, её исследования привели к открытию уникального типа лимфоцитов (белых клеток), ответственных за спонтанную цитотоксичность — способность «убивать» опухолевые клетки или клетки, инфицированные вирусами. Кляйн назвала их «естественными киллерами».
Кляйн давно интересуется вирусологией — а также иммунологией — изучая роль вируса Эпштейна-Барр в лимфоме Беркитта. Она стала членом Шведской королевской академии наук в 1987 году, а Венгерская академия наук избрала её в свои ряды в 1993. В 2013 году она получила премию Американской ассоциации онкологических исследований.
В 1975 году Американский научно-исследовательский институт рака учредил премию имени Вильяма Б. Коули за выдающиеся исследования в области основной и опухолевой иммунологии: инаугурационную награду разделили 16 учёных, которые считались «основателями онкологической иммунологии» — в их числе были и оба представителя семьи Кляйн. В их награде были отмечены «открытие опухолеспецифических антигенов у мышей, наиболее полный иммунологический анализ рака человека, лимфомы Беркитта».
В 2005 году, в год 80-летия Кляйн, учёные из Каролинского института основали Фонд Джорджа и Евы Кляйн. В 2010 году Кляйн была награждена Серебряной медалью Каролинского института в области медицинских исследований.